# St. James City
St. James City est une census-designated place du comté de Lee, dans l'État de Floride, aux États-Unis,. En 2020, elle compte une population de 3 876 habitants.